# کیکانلو
کیکانلو، آبادی کیکانلو در شهرستان مانه و سملقان و بخش مانه و دستان اترک استان خراسان شمالی واقع میباشد

امکانات=این روستا زمین ورزشی دارد. مسجد دارد. امام زاده ندارد. گاز لوله کشی دارد. آب لوله کشی دارد.

## جمعیت
بر پایه سرشماری عمومی نفوس و مسکن در سال ۱۳۹۵، جمعیت این روستا برابر با ۵۰۳ نفر (۱۷۳ خانوار) بوده‌است.
نام این شهرستان از قبیله کیکانلو گرفته شده است.